# Tony Meola
Antonio Michael Meola (Belleville, 21 de fevereiro de 1969), mais conhecido por Tony Meola, é um ex-futebolista e treinador de futebol norte-americano. Atualmente, está desempregado após uma rápida passagem pelo Jacksonville Armada, entre 2015 e 2016.
Tornou-se conhecido ao defender a Seleção Norte-Americana em três Copas e também pelo rabo-de-cavalo que usava para prender seus cabelos.

## Carreira

### Na Universidade
Descendente de italianos, Meola começou a jogar em torneios universitários, enquanto estudava na Kearny High School, na cidade de Kearny, querendo seguir os passos do pai, Vincent, que jogou futebol na Itália. Depois de um bom desempenho, foi campeão estadual em 1986, indo em seguida para a Universidade da Virgínia.
Na Universidade, foi um jogador multifuncional: quando defendia o Virginia Cavaliers, foi eleito "All-American" por dois anos consecutivos e eleito jogador do ano da conferência Atlantic Coast, em 1989, e campeão da NCAA. No mesmo ano, quase tornou-se jogador de beisebol, após ser escolhido no draft, pelo tradicional time do New York Yankees.

### No futebol
Após quase ter virado jogador de beisebol, Meola voltaria ao futebol em 1990. Na época, a MLS (a liga de futebol profissional dos EUA) não existia, e os jogadores mantinham contrato com a Federação de Futebol do País (US Soccer). Com isso, o goleiro foi cedido por empréstimo a dois times ingleses: o Brighton & Hove Albion, onde só atuou em duas partidas, e o Watford, onde sequer atuou. Voltou aos EUA em 1991 para representar o Fort Lauderdale Strikers.
Depois de curta passagem pelo Buffalo Blizzard, teve relativo sucesso defendendo o Long Island Rough Riders em 1995, conquistando o título da USISL, o último antes da criação da MLS. Ele chegou a negociar com o Botafogo, mas não chegou a assinar o contrato, e durante uma entrevista realizada em 2018, mostrava-se "arrependido" por não ter jogado no futebol brasileiro.

## Fase da MLS
A estreia de Meola na MLS deu-se pelo MetroStars (atual New York Red Bulls), onde foi titular durante dois anos, e sendo considerado um dos melhores goleiros da liga, liderando em diversos quesitos. Porém, não conquistou nenhum título nas 3 temporadas em que esteve no time da "Big Apple".
Após deixar o MetroStars em 1998, o goleiro assinou com o Kansas City Wizards (hoje Sporting Kansas City), e ao seu lado veio o zagueiro Alexi Lalas. Prejudicado por uma lesão, Meola perdeu quase toda a primeira temporada pelos Wizards. Se recuperou e conquistou o título da MLS em 2000 e a US Open Cup, em 2004. No ano da derradeira conquista, as lesões voltaram a prejudicar a performance de Meola, que foi contratado pelo New York Red Bulls em 2005, tendo atuado em 25 partidas, mas no último ano de contrato reclamou de sua não-utilização pelo treinador Bruce Arena, que preferiu colocar Jon Conway em seu lugar.
Fora dos planos do Red Bull em 2007, Meola afastou-se do futebol mas não encerrou a carreira: assinou contrato com outro time indoor, o New Jersey Ironmen, jogando por uma temporada.
Após boatos de que Meola voltaria a jogar profissionalmente em 2009, o goleiro não encontrou um novo clube para retomar sua carreira, encerrando-a no mesmo ano.

## Carreira na Seleção
Meola estreou na Seleção dos Estados Unidos em 10 de junho de 1988, em jogo amistoso contra o Equador. Dois anos depois, foi convocado por Bob Gansler para a Copa de 1990, a primeira disputada pelos ianques em quarenta anos. Apesar da eliminação na primeira fase, Meola, então com 21 anos (foi o goleiro titular mais jovem da competição) foi um dos destaques da seleção, onde já chamava a atenção por seu diferente estilo de rabo-de-cavalo.
Em 1994, os norte-americanos sediaram a Copa, e Meola seguia como titular absoluto, e já com um rabo-de-cavalo maior que o anterior. Sua preocupação com o penteado era tão expressiva que ele recusou utilizar um corte mais curto, como o técnico dos EUA, o sérvio Bora Milutinović, pedira antes da Copa. O goleiro não aceitou o pedido, e Bora não quis tirá-lo do time. No jogo contra o Brasil, Meola fez o possível para evitar a eliminação, no dia da independência americana. Porém, o gol de Bebeto frustrou os planos dos EUA na Copa.
Além das Copas de 1990 e 1994, Meola havia disputado a Copa América de 1993 (a primeira do país), duas edições da Copa Ouro da CONCACAF (1991 e 1993) e a Copa Rei Fahd de 1992 (precursora da Copa das Confederações).
Depois da Copa, Meola ficou quatro anos longe da Seleção, sendo esquecido por Steve Sampson para a Copa de 1998 - foram convocados Brad Friedel (seu reserva na Copa de 1994), Kasey Keller (suplente em 1990) e Juergen Sommer (reserva em 1994). Voltou em 1999, mas jogou muito pouco até 2002, quando voltou a ser convocado. Esteve na Copa disputada em conjunto por Japão e Coreia do Sul, mas Friedel (que foi o titular) e Keller o relegaram para o posto de terceiro goleiro. Ele fez parte do elenco que ficou em 8º lugar, a melhor posição dos Estados Unidos desde o 4º posto em 1930
Depois disso, Meola foi novamente esquecido por Bruce Arena para as futuras convocações. Mas o treinador resolveu homenageá-lo com um amistoso contra a Jamaica, em abril de 2006. A partida foi a centésima de Meola com a camisa norte-americana, e ele ficou na lista de espera dos EUA, sendo convocado caso os três goleiros convocados por Arena para a Copa de 2006 (o titular Keller e os reservas Tim Howard e Marcus Hahnemann) se lesionassem.

## Carreira de treinador
Em novembro de 2015, o ex-goleiro assumiu o comando técnico do Jacksonville Armada, que disputa a North American Soccer League (espécie de segunda divisão no futebol dos EUA). Porém, após 18 jogos (duas vitórias, 6 empates e 10 derrotas), Meola foi demitido.

## Curiosidades sobre Meola
- Em 1993, Tony Meola batizou um jogo de futebol com seu nome (Tony Meola Sidekicks Soccer), que seria utilizado em videogames da Nintendo. Na América Latina, o jogo recebeu o nome de "Super Copa".
- Em 1994, antes da Copa, Meola aventurou-se na NFL (a liga de futebol americano). Ele exercia a função de kicker (chutador) do New York Jets.
- Meola também chegou a se aventurar como ator em uma peça de teatro fora da Broadway ("Tony and Tina’s Wedding" - "O Casamento de Tony e Tina", em português).

## Títulos

### Internacional
Estados Unidos
- Copa Ouro da CONCACAF: 1991, 2002

### Individual
- MLS Goleiro do ano: 2000